# محطة ميلانو المركزية
محطة ميلانو المركزية (بالإيطالية: Milano Centrale، ميلانو تشانترالي) هي محطة القطار الرئيسية في مدينة ميلانو الإيطالية ومن أهم المحطات في أوروبا. المحطة هي محطة نهاية تقع في شمال وسط ميلانو. افتتحت رسميا عام 1931 حلا لمحل المحطة المركزية القديمة (التي بنيت 1864)، وهذه الأخيرة كانت محطة تنقل محدودة من ناحية المساحة وعدد السكك فلم تتسع للمرور الرائج بعد افتتاح نفق سيمپلون ‏ عام 1906.
ميلانو المركزية لها وصلات فائقة السرعة إلى تورينو غربا والبندقية شرقا عن طريق فيرونا وبولونيا وروما ونابولي و ساليرنو
جنوبا. يوصل الخطان سيمپلون وڭوتارد السككيان محطة ميلانو المركزية بمدينتي برن وجنيف عن طريق دومودوسولا وبمدينة زيورخ عن طريق كياسو.
تشع جهات تخدمها السكك بين المدن والطرق الحديدة الإقليمية من محطة ميلانو المركزية إلى فنتيميليا (على الحدود مع فرنسا) وجنوة وتورينو ودومودوسولا وتيرانو (على الحدود مع سويسرا) وبيرغامو وفيرونا ومانتوفا وبولونيا ولا سبيتسيا.
ومع ذلك، لا تستخدمها خدمة ميلانو للقطار المحلي، بل تستخدم محطات أخرى: محطة باب غاريبالدي (شمال غرب) ومحطة كادورنا (غربا) ومحطة روغوريدو (شرقا).

## معرض

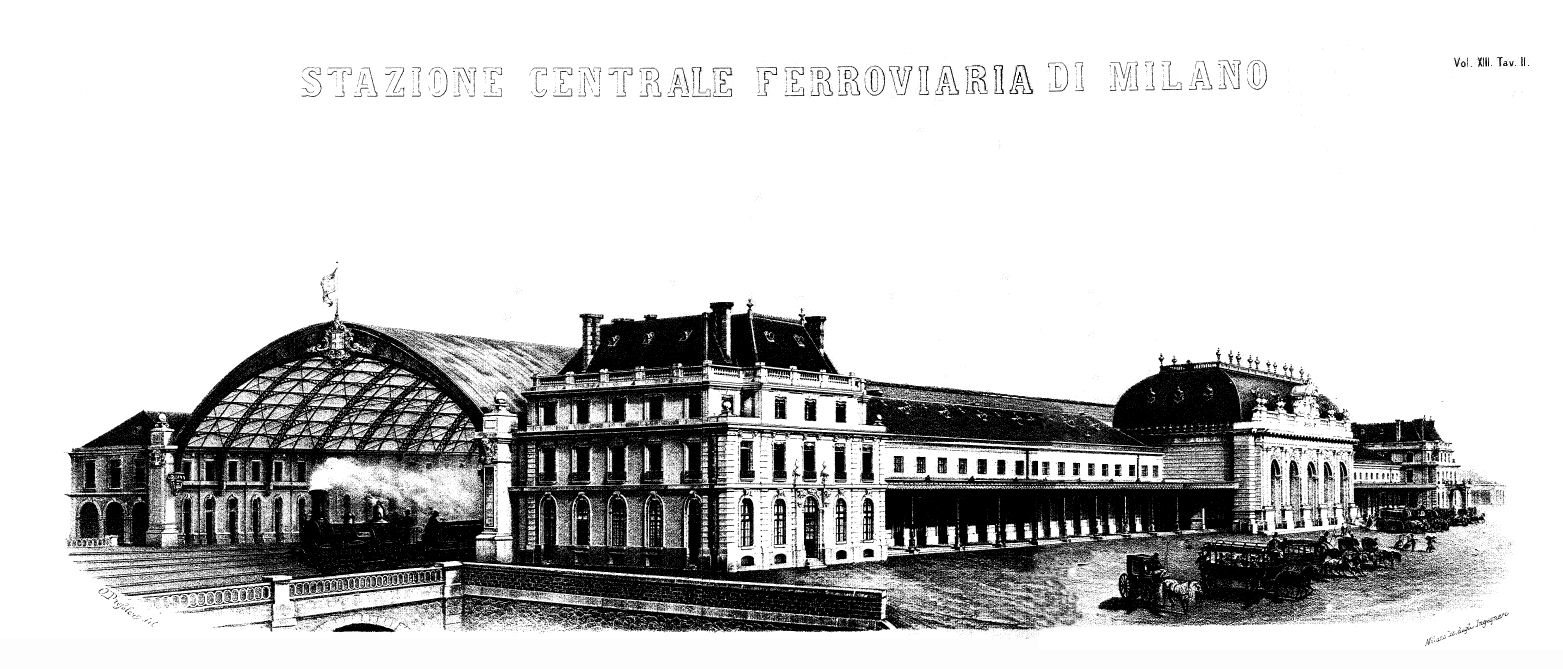
أول محطة ميلانو مركزية من جريدة المهندس والمعماري، يناير 1865، العدد 13
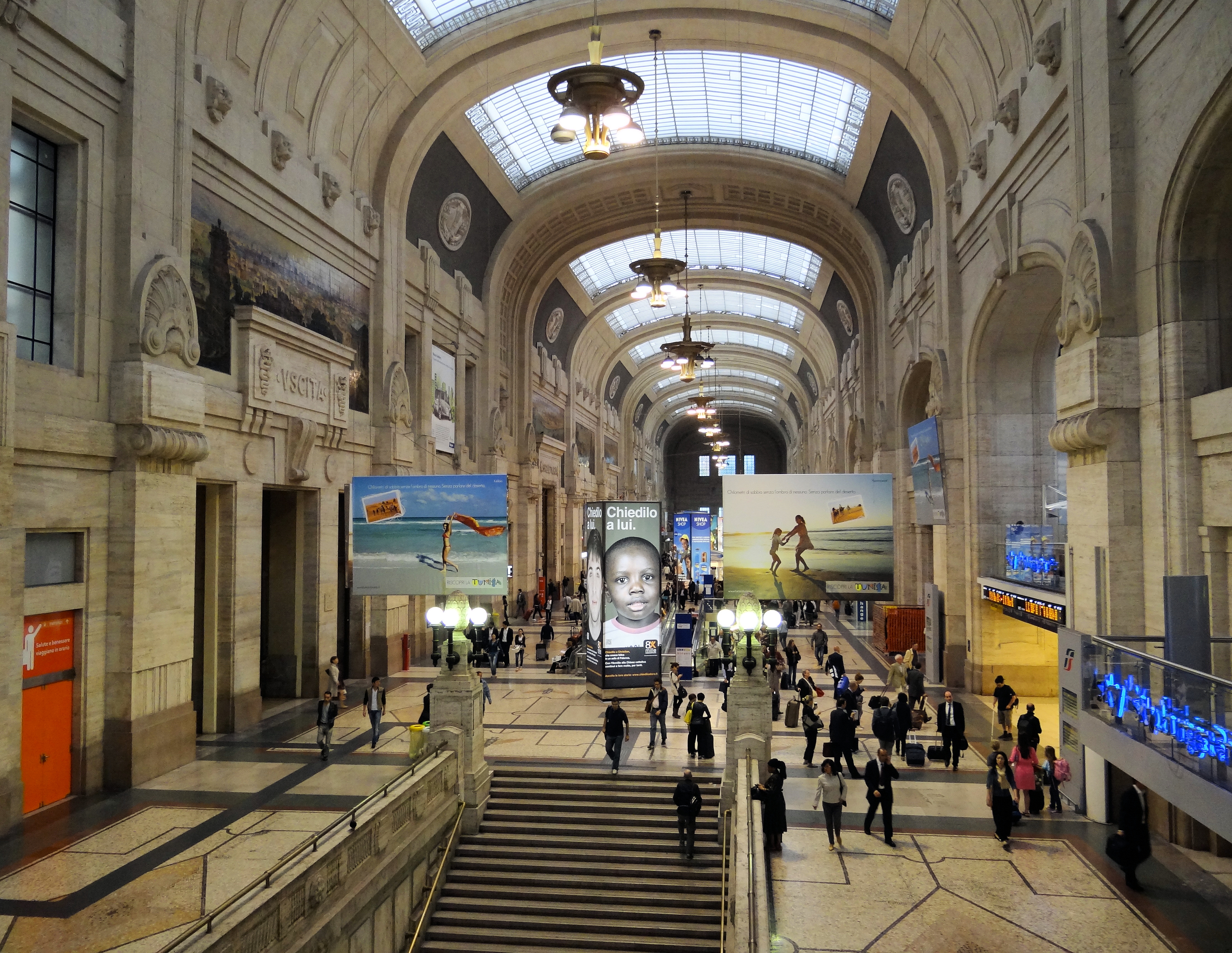
قاعة الوصول
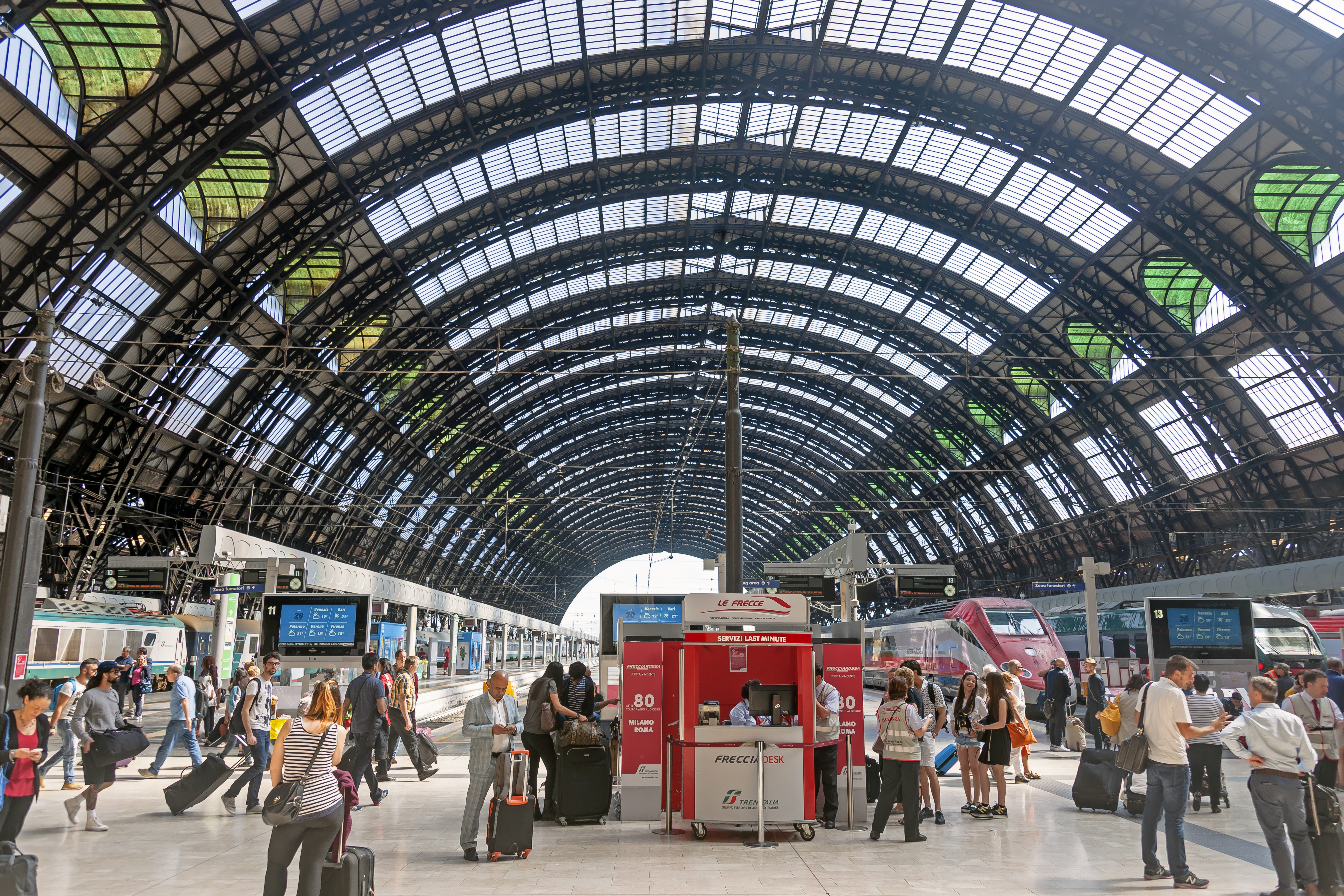
سقف المحطة المركزية
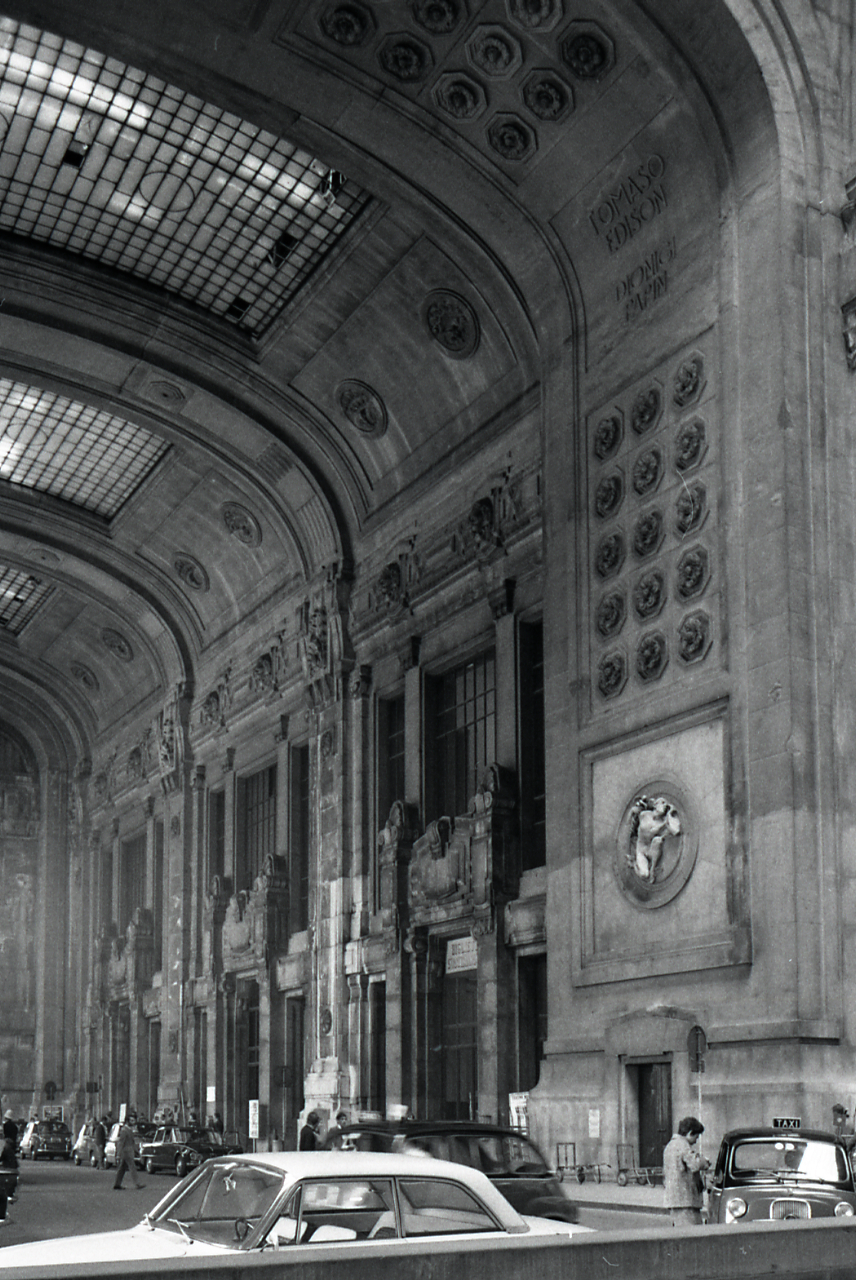
منظر جانبي للقاعة
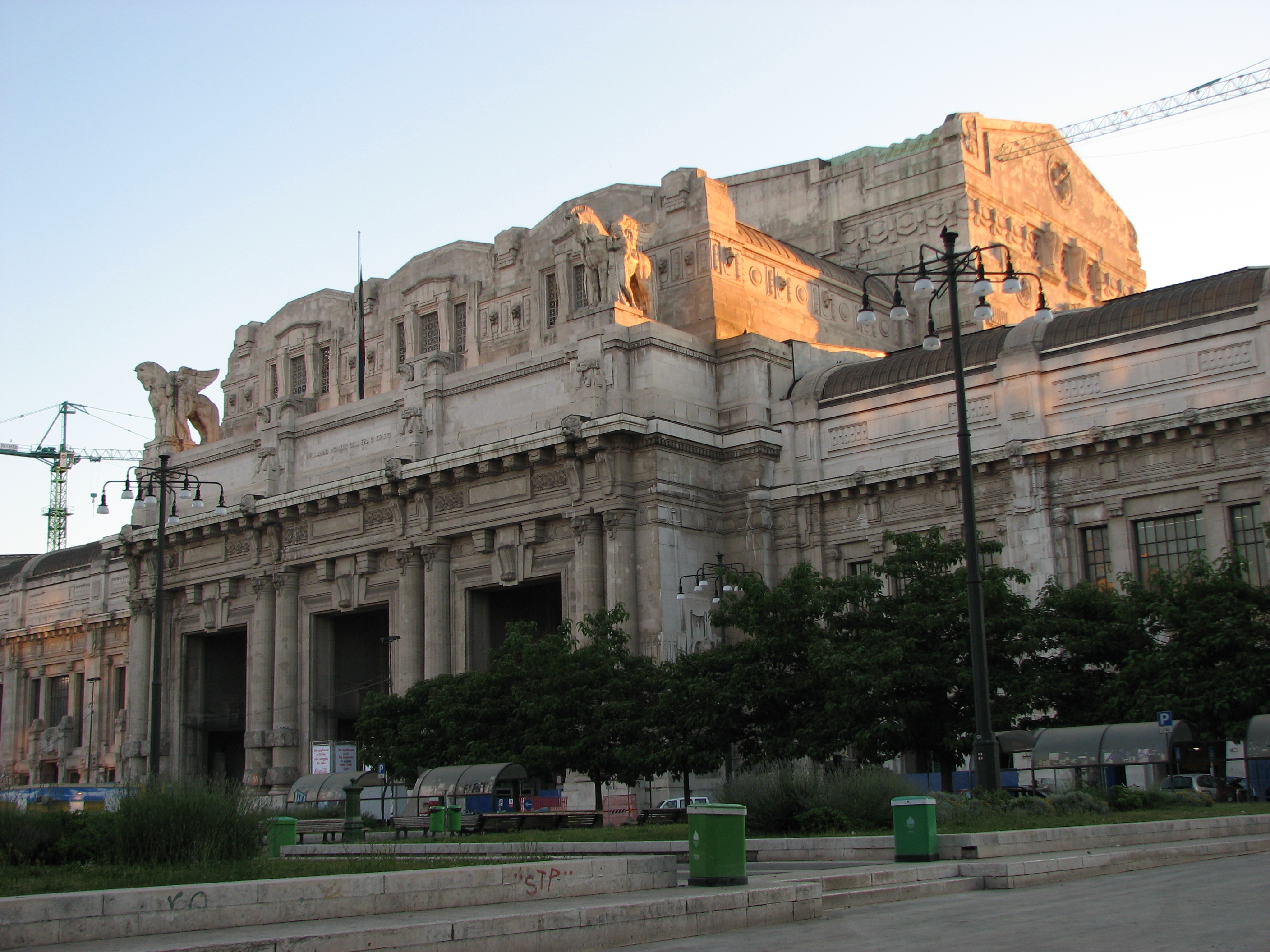
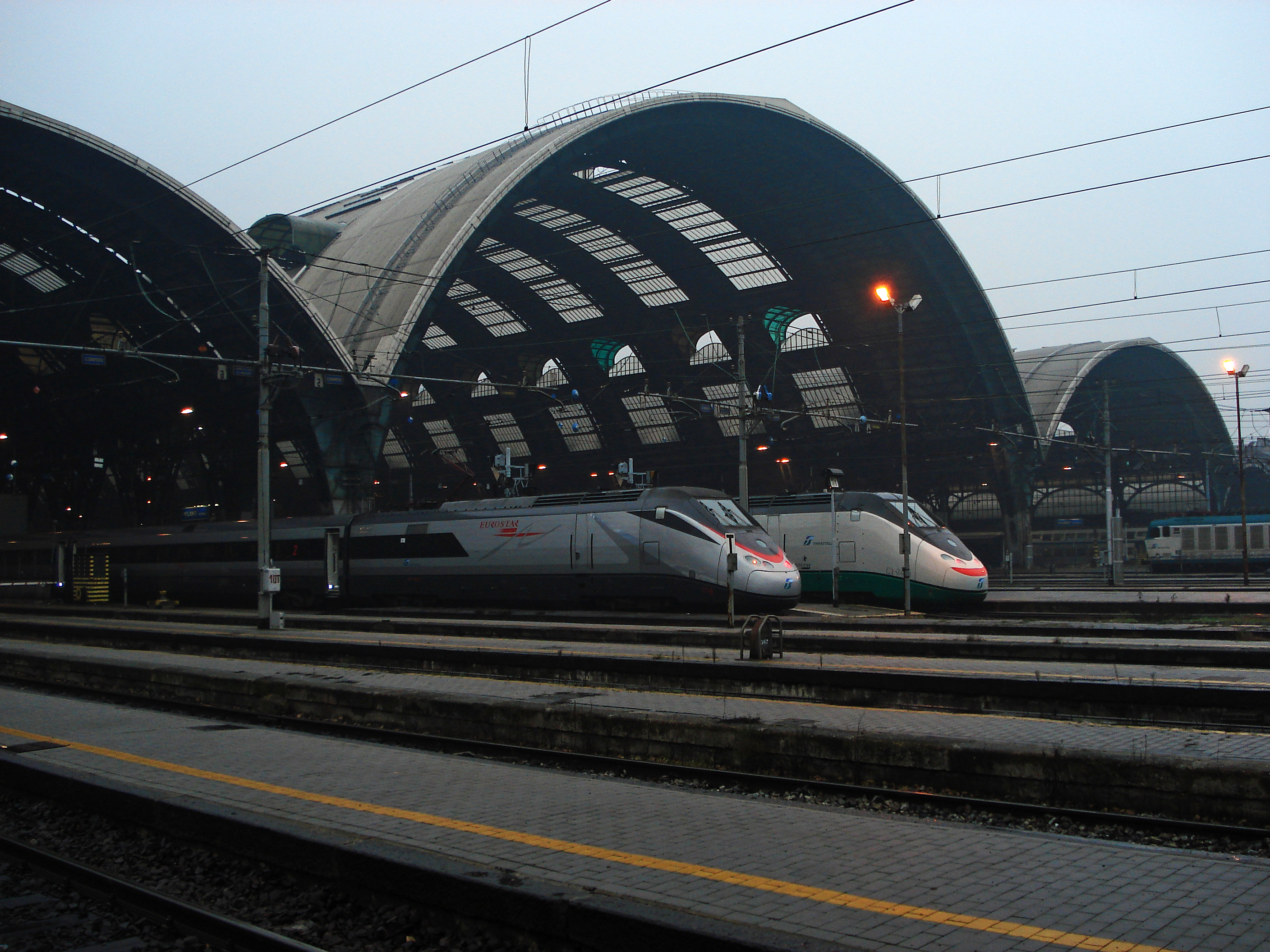
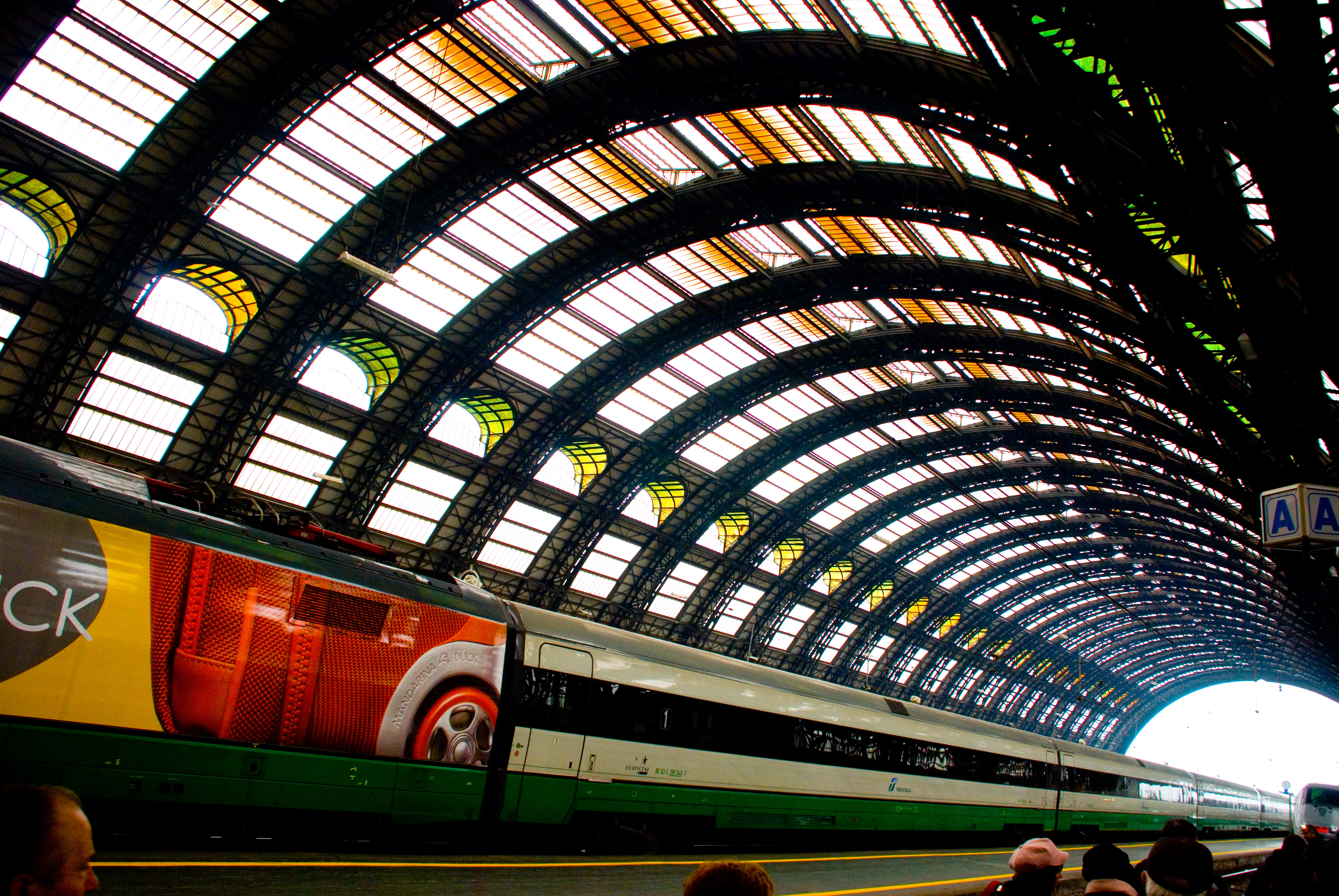
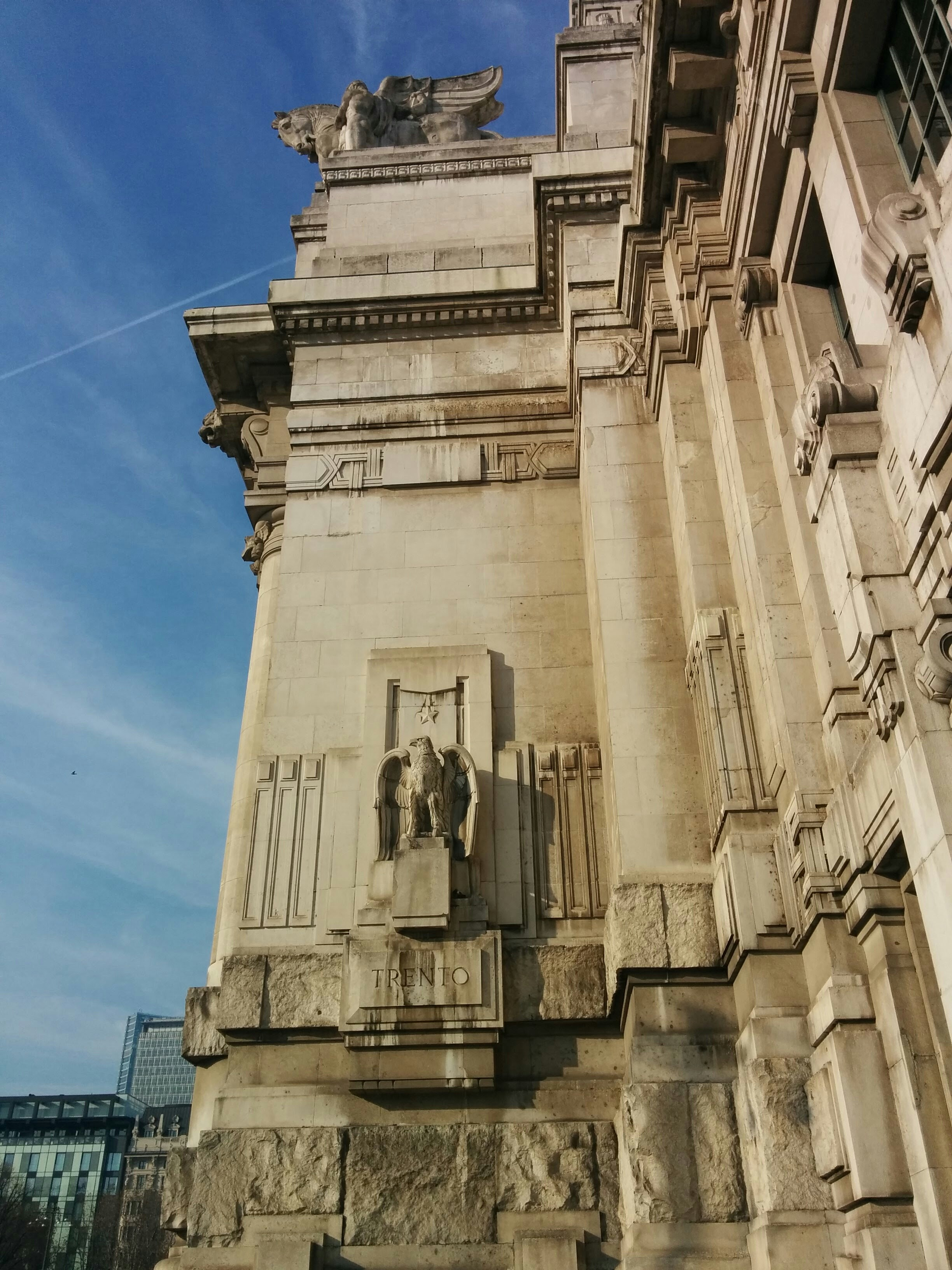